# Hans-Jürgen Veil
Hans-Jürgen Veil (* 2. Dezember 1946 in Ludwigshafen am Rhein) ist ein deutscher Ringkämpfer.

## Leben und Erfolge
Veil stammt aus einer Ringerfamilie. Sein Bruder Siegfried war ebenfalls Ringkämpfer. Veil kämpfte überwiegend im griechisch-römischen Stil, aber auch im Freistilringen feierte er zahlreiche Erfolge. Er startete für Vereine in Friesenheim und Schifferstadt.
Als Junior kämpfte er zunächst in der Gewichtsklasse bis 63 kg; als Veil sein Kampfgewicht auf 57 kg reduzieren konnte, begann die Zeit seiner großen Erfolge. Wegen seiner Statur (1,60 m groß, dunkle Haare/Schnauzbart) wurde Veil oft für einen türkischen Ringer gehalten.
Veil wurde mehrfach Deutscher Bantamgewichtsmeister. Zudem wurde er Vierter bei der Ringer-Weltmeisterschaft (griechisch-römisch, bis 57 kg) im Jahr 1974 in Kattowitz. Außerdem erreichte Veil viele sehr gute Platzierungen bei internationalen Ringer-Turnieren.
Hans-Jürgen Veil wurde zudem Silbermedaillengewinner (griechisch-römisch, Bantamgewicht) bei den Olympischen Spielen 1972 in München. Damit war er bei diesem Turnier der erfolgreichste bundesrepublikanische Ringkämpfer. Für seinen Olympia-Erfolg wurde Veil am 11. September 1972 mit dem Silbernen Lorbeerblatt ausgezeichnet.
Hans-Jürgen Veil arbeitete nach seiner Ringer-Karriere als Hausverwalter bei einem Ludwigshafener Wohnungsbauunternehmen. Heute lebt er als Pensionär mit seiner Frau in Dannstadt-Schauernheim.
| Jahr | Platzierung | Gewichtsklasse | Stilart            | Altersklasse |
| 1966 | 4.          | 63 kg          | Freistil           | Junioren     |
| 1966 | 4.          | 63 kg          | Griechisch-römisch | Männer       |
| 1967 | 2.          | 63 kg          | Freistil           | Junioren     |
| 1967 | 2.          | 63 kg          | Griechisch-römisch | Junioren     |
| 1968 | 3.          | 57 kg          | Freistil           | Männer       |
| 1969 | 2.          | 57 kg          | Griechisch-römisch | Männer       |
| 1969 | 3.          | 57 kg          | Freistil           | Männer       |
| 1970 | 2.          | 57 kg          | Griechisch-römisch | Männer       |
| 1971 | 1.          | 57 kg          | Griechisch-römisch | Männer       |
| 1972 | 3.          | 57 kg          | Griechisch-römisch | Männer       |
| 1973 | 1.          | 57 kg          | Griechisch-römisch | Männer       |
| 1974 | 2.          | 57 kg          | Griechisch-römisch | Männer       |
| 1975 | 1.          | 57 kg          | Griechisch-römisch | Männer       |
| 1976 | 3.          | 62 kg          | Griechisch-römisch | Männer       |